# سوران (العراق)
سوران هي مدينة عراقية تقع إلى الشمال من محافظة أربيل وهي اليوم مركز قضاء سوران. ثم تحولت عام 1962 بمرسوم يحمل الرقم  إلى ناحية تابعة لقضاء رواندز وفي الثمانينات من نفس القرن الحق بالقضاء المستحدث (قضاء الصديق) الذي تغير إلى اسم قضاء سوران.

## المناخ
يظهر الجدول التالي التغييرات المناخية على مدار السنة لسوران:
| البيانات المناخية لـسوران         | البيانات المناخية لـسوران | البيانات المناخية لـسوران | البيانات المناخية لـسوران | البيانات المناخية لـسوران | البيانات المناخية لـسوران | البيانات المناخية لـسوران | البيانات المناخية لـسوران | البيانات المناخية لـسوران | البيانات المناخية لـسوران | البيانات المناخية لـسوران | البيانات المناخية لـسوران | البيانات المناخية لـسوران | البيانات المناخية لـسوران |
| الشهر                             | يناير                     | فبراير                    | مارس                      | أبريل                     | مايو                      | يونيو                     | يوليو                     | أغسطس                     | سبتمبر                    | أكتوبر                    | نوفمبر                    | ديسمبر                    | المعدل السنوي             |
| --------------------------------- | ------------------------- | ------------------------- | ------------------------- | ------------------------- | ------------------------- | ------------------------- | ------------------------- | ------------------------- | ------------------------- | ------------------------- | ------------------------- | ------------------------- | ------------------------- |
| متوسط درجة الحرارة الكبرى °م (°ف) | 9.7 (49.5)                | 11.0 (51.8)               | 15.3 (59.5)               | 21.2 (70.2)               | 28.3 (82.9)               | 35.0 (95.0)               | 39.0 (102.2)              | 39.2 (102.6)              | 35.2 (95.4)               | 28.3 (82.9)               | 18.7 (65.7)               | 11.6 (52.9)               | 24.4 (75.9)               |
| متوسط درجة الحرارة الصغرى °م (°ف) | 0.3 (32.5)                | 1.1 (34.0)                | 4.7 (40.5)                | 9.5 (49.1)                | 14.7 (58.5)               | 20.1 (68.2)               | 23.7 (74.7)               | 23.5 (74.3)               | 19.0 (66.2)               | 13.5 (56.3)               | 7.4 (45.3)                | 2.2 (36.0)                | 11.6 (53.0)               |
| الهطول مم (إنش)                   | 144 (5.7)                 | 164 (6.5)                 | 135 (5.3)                 | 96 (3.8)                  | 40 (1.6)                  | 1 (0.0)                   | 0 (0)                     | 0 (0)                     | 1 (0.0)                   | 12 (0.5)                  | 76 (3.0)                  | 104 (4.1)                 | 773 (30.5)                |
| المصدر:                           |                           |                           |                           |                           |                           |                           |                           |                           |                           |                           |                           |                           |                           |

## مرجع
1. ↑   https://web.archive.org/web/20191116094139/http://www.cosit.gov.iq/AAS/AAS2012/section_10/1.htm. مؤرشف من الأصل في 2019-11-16. {{استشهاد ويب}}: الوسيط |title= غير موجود أو فارغ (مساعدة)
2. ↑  GeoNames (بالإنجليزية), 2005, QID:Q830106
3. ↑  مرسوم كتب ببغداد في اليوم السادس عشر من شهر رجب سنة 1381 المصادف لليوم الثالث والعشرين من شهر كانون الأول سنة 1961.
 بتوقيع عبد الكريم قاسم رئيس الوزراء ونشر في الوقائع العراقية عدد 632 في 18– 1 – 1962 بشأن احداث ناحية في لواء اربيل باسم ناحية ديانة يكون مركزها في قرية ديانة ترتبط بقضاء راوندوز وتتبعها القرى المبينة اسماؤها بما يلي : – (ديانة) و(كله كين) و(كانى وطمان) و(مخفر شرطة كله كين) و(بنوكه) و(سيناوة) و(كانى كولك) و(ليره مير) و(دربندوك) و(جونه له) و(كورز) و(ديرة تيمو) و(ساوه) و(كونه سي خور) و(سربردوك) و(جافركان) و(بلكين) و(ماويليان بياو) و(زرده كوم) و(مندان) و(هناره) و(خلان بياو) و(سريشمه) و(دشتيلوك) و(زاركلى) و(مخفر شرطة كلى على بك) و(بافستيان) و(بالكيان) و(خلكان) و(زيوه) و(زروا) و(بيراوسو) و(كورين) و(كوان) و(ستيكان) و(هنسان) و(ناوروين) و(شيخان ناودشت) و(سرى بردى) و(بادليان) و(ديلزيان) و(موسهكاوه) و(ديرانه) و(فقيان) و(كونه كوند) و(اسفيل) و(شيروكيا) و(شيتنه) و(سردره) و(مخفر شرطة مازنة) و(خوشكل) و(هوديان) و(شاور اوه) و(بيلنكه) و(اشكوتوان) و(ره شه كوم) و(خليفان)الرابط][وصلة مكسورة].
4. ↑  "Climate statistics for Soran". Climate-Data. مؤرشف من الأصل في 2017-02-02. اطلع عليه بتاريخ 2017-01-21.